# 용운도서관
용운도서관(龍雲圖書館)은 대한민국 대전광역시 동구 용운동 소재의 구립 도서관이다.

## 연혁
- 1992년 10월 21일 용운도서관 부지 매입
- 1992년 12월 28일 용운도서관 착공
- 1994년 4월 25일 동구용운도서관설치조례 공포. 동구용운도서관운영조례 공포.
- 1994년 11월 8일 용운도서관 개관
- 1996년 7월 19일 동구용운도서관설치및운영조례 공포
- 2000년 10월 12일 대전광역시동구용운도서관및가오도서관 운영
- 2003년 11월 10일 대전광역시동구도서관등의운영조례 제정
- 2004년 1월 2일 디지털 자료실 개실
- 2004년 12월 28일 성남도서관 개관

## 시설현황
- 3층: 성인열람실, 열람실A, 열람실B
- 2층: 디지털자료실, 회의실, 사무실
- 1층: 종합자료실, 아동열람실
- 지하1층: 시청각실, 서고, 창고, 식당, 기계실, 독서동아리방I, 독서동아리방II

## 이용 안내
이용 시간
- 아동자료실, 디지털자료실: 매일 09:00~18:00
- 종합자료실: 평일 09:00~22:00 / 주말 09:00~18:00
- 열람실A: 매일 08:00~22:00

휴관일
- 정기휴관일 : 매주 월요일, 국경일
- 임시휴관일 : 기타 관장이 필요하다고 인정되는 경우